# Ute Geweniger
Ute Geweniger (Chemnitz, 24 de fevereiro de 1964) é uma nadadora alemã, ganhadora de duas medalhas de ouro em Jogos Olímpicos.
Foi recordista mundial dos 100 metros peito entre 1980 e 1984, e dos 200 metros medley entre 1981 e 1992. Bateu sete recordes mundiais individuais e dois recordes mundiais em revezamentos. Foi nomeada pela Swimming World Magazine como "Nadadora Mundial do Ano" em 1983 e a "Nadadora Européia do Ano" em 1981 e 1983. Em 2005, ela admitiu que sua atuação tinha sido apoiada por doping.